# 铁血战士2
《铁血战士2》（英語：Predator 2）是一部1990年的美國科幻驚悚动作电影，由史蒂芬·霍普金斯執導，吉姆·湯瑪斯和約翰·湯瑪斯兩兄弟編劇。主演有丹尼·格洛弗、魯賓·布雷、蓋瑞·布希、瑪麗亞·康琪塔·艾朗索、比尔·帕克斯顿和凱文·彼得·霍爾。本片为1987年《铁血战士》的续集，且由凱文·彼得·霍爾再次扮演铁血战士（捕食者）。故事设定在1997年，讲述了铁血战士降临洛杉矶，卷入了毒贩与警方的斗争中，最终被哈里根警长消灭的故事。片中的铁血战士有讲英语的能力，这是其他铁血战士系列电影中独一无二的一个设定。
續集是2010年的《終極戰士團》。

## 演員
| 演員                                       | 角色                                                           | 備註                                      |
| 丹尼·格洛弗 Danny Glover                   | 麥可·「麥克」·哈里根警督 Lieutenant Michael "Mike" R. Harrigan | 隸屬洛杉磯警局（LAPD）                    |
| 凱文·彼得·霍爾 Kevin Peter Hall            | 終極戰士 the Predator                                          | 異星狂戰士                                |
| 蓋瑞·布希 Gary Busey                       | 彼得·凱斯特別探員 Special Agent Peter Keyes                    | 隸屬美國緝毒局（DEA）                     |
| 魯賓·布雷 Rubén Blades                     | 丹尼·亞克萊塔警探 Detective Danny Archuleta                    | 隸屬洛杉磯警局（LAPD） 麥克下屬           |
| 瑪麗亞·康琪塔·艾朗索 María Conchita Alonso | 莉歐娜·康特羅警探 Detective Leona Cantrell                     | 隸屬洛杉磯警局（LAPD）                    |
| 比爾·帕克斯頓 Bill Paxton                  | 傑瑞·藍伯特警探 Detective Jerry Lambert                        | 隸屬洛杉磯警局（LAPD）                    |
| 麗蓮·沙文 Lilyan Chauvin                   | 艾琳·理察斯博士 Dr. Irene Richards                             |                                           |
| 勞勃·戴維 Robert Davi                      | 菲爾·海尼曼副總警監 Deputy Chief Phil Heinemann                | 隸屬洛杉磯警局（LAPD）                    |
| 亞當·鮑德溫 Adam Baldwin                   | 加伯 Garber                                                    |                                           |
| 肯特·麥克科德 Kent McCord                  | 皮爾格林警監 Captain B. Pilgrim                                | 隸屬洛杉磯警局（LAPD）                    |
| 小莫頓·道尼 Morton Downey Jr.              | 東尼·帕普 Tony Pope                                            | 電視台記者 曾於洛杉磯街頭報導毒梟槍戰新聞 |
| 卡爾文·洛克哈特 Calvin Lockhart            | 金·威利 King Willie                                            |                                           |
| 艾爾皮迪雅·卡洛里 Elpidia Carrillo         | 安娜·岡薩維斯 Anna Gonsalves                                   |                                           |
| 亨利·金 Henry Kingi                        | 艾爾·史柯皮歐 El Scorpio                                       |                                           |